# Tainonia cienaga
Tainonia cienaga là một loài nhện trong họ Pholcidae. Loài này được phát hiện ở Hispaniola.